# Austria ai II Giochi olimpici invernali
L'Austria partecipò ai II Giochi olimpici invernali, svoltisi a Sankt Moritz, Svizzera, dall'11 al 19 febbraio 1928, con una delegazione di 39 atleti impegnati in otto discipline.

## Medaglie

### Per discipline
| Sport                 | Oro | Argento | Bronzo | Totale |
| --------------------- | --- | ------- | ------ | ------ |
| Pattinaggio di figura | 0   | 3       | 1      | 4      |
| Totale                | 0   | 3       | 1      | 4      |

### Medaglie
| Medaglia | Atleta                       | Sport                 | Evento                          |
| -------- | ---------------------------- | --------------------- | ------------------------------- |
| Argento  | Willy Böckl                  | Pattinaggio di figura | Pattinaggio di figura maschile  |
| Argento  | Fritzi Burger                | Pattinaggio di figura | Pattinaggio di figura femminile |
| Argento  | Lilly Scholz Otto Kaiser     | Pattinaggio di figura | Pattinaggio di figura a coppie  |
| Bronzo   | Melitta Brunner Ludwig Wrede | Pattinaggio di figura | Pattinaggio di figura a coppie  |